# Abzug (Schach)
Ein Abzug (auch Abzugsangriff) im Schachspiel ist ein Zug eines Spielsteins, bei dem dieser aus der Wirkungslinie einer langschrittigen Figur (Läufer, Turm, Dame) tritt, wodurch diese indirekt aktiviert wird und einen Angriff ausführt. Häufig wird ein Abzug genutzt, um einen Doppelangriff zu verwirklichen. Der Abzug ist ein wichtiges Element der Schachtaktik.

## Abzugsschach
Eine besondere Form des Abzugs bildet das Abzugsschach, bei dem eine indirekt aktivierte Figur Schach bietet. Da dieses Schachgebot pariert werden muss, erhält die abziehende Figur breiteren Bewegungsspielraum als bei einem gewöhnlichen Zug, da einem von ihr ausgehenden zusätzlichen Angriff im Folgezug meist nicht begegnet werden kann. Es entsteht ein Effekt, als ob die abziehende Figur zwei aufeinander folgende Züge ausführen darf. Dies verleiht jedem Abzug eine hohe Durchschlagskraft. Der abziehende Stein wird im Schachjargon auch als Desperado bezeichnet, da er sich „gesetzlos“ verhalten kann, wenn die Abzugsdrohung stark genug ist.
Der Fall, in dem die gezogene Figur Schach bietet, während eine andere durch den Zug aktivierte langschrittige Figur eine Nebendrohung aufstellt, hat eine vergleichbare Wirkung.

## Demonstration eines Abzugschaches
|   | a | b | c | d | e | f | g | h |   |
| 8 |   |   |   |   |   |   |   |   | 8 |
| 7 |   |   |   |   |   |   |   |   | 7 |
| 6 |   |   |   |   |   |   |   |   | 6 |
| 5 |   |   |   |   |   |   |   |   | 5 |
| 4 |   |   |   |   |   |   |   |   | 4 |
| 3 |   |   |   |   |   |   |   |   | 3 |
| 2 |   |   |   |   |   |   |   |   | 2 |
| 1 |   |   |   |   |   |   |   |   | 1 |
|   | a | b | c | d | e | f | g | h |   |

Diagramm 1: Die Dame ist bedroht.
Weiß am Zug: Zieht der Turm, so bietet der Läufer dem schwarzen König Schach. Deshalb darf der Turm unbestraft auf die von der Dame kontrollierten Felder a7 oder f5 ziehen und seinerseits die schwarze Dame angreifen. Nach einem Königszug schlägt der Turm die Dame auf a5. Schwarz könnte auch Dd5 ziehen, aber dann schlägt der Läufer die Dame. Durch einen geeigneten Turmabzug geht zwangsläufig die Dame verloren.
Schwarz am Zug: Der drohende Damenverlust kann einzig durch Vermeidung des Abzugsschachs mit dem Zug Kh8 verhindert werden. Selbst ein Mattangriff der Dame auf die erste Reihe wird durch das Abzugsschach Tf1+ spielentscheidend pariert. Ohne den weißen Bauern auf b3 gäbe es für die Dame durch den Angriff auf den Läufer mit Da4, Db4 oder Dc3 drei weitere Paraden auf die Drohung. Ein Angriff auf den Läufer durch Dc5 hingegen würde durch die Antwort Tc7+ ebenfalls zum Damenverlust führen.

## Eröffnung
Einige Eröffnungsfallen sind mit einem Abzugsschach verbunden. Ein Beispiel ist die Variante der Russischen Verteidigung:
|   | a | b | c | d | e | f | g | h |   |
| 8 |   |   |   |   |   |   |   |   | 8 |
| 7 |   |   |   |   |   |   |   |   | 7 |
| 6 |   |   |   |   |   |   |   |   | 6 |
| 5 |   |   |   |   |   |   |   |   | 5 |
| 4 |   |   |   |   |   |   |   |   | 4 |
| 3 |   |   |   |   |   |   |   |   | 3 |
| 2 |   |   |   |   |   |   |   |   | 2 |
| 1 |   |   |   |   |   |   |   |   | 1 |
|   | a | b | c | d | e | f | g | h |   |

Diagramm 2: Schwarz am Zug
Nach den Zügen
1. e2–e4 e7–e5
2. Sg1–f3 Sg8–f6
3. Sf3xe5 Sf6xe4? (besser d7–d6)
4. Dd1–e2 Se4–f6?? (besser Dd8–e7)
5. Se5–c6+

bietet Weiß Schach durch die Dame, gleichzeitig greift der weiße Springer die schwarze Dame an. Die Dame geht verloren.

## Doppelschach
|   | a | b | c | d | e | f | g | h |   |
| 8 |   |   |   |   |   |   |   |   | 8 |
| 7 |   |   |   |   |   |   |   |   | 7 |
| 6 |   |   |   |   |   |   |   |   | 6 |
| 5 |   |   |   |   |   |   |   |   | 5 |
| 4 |   |   |   |   |   |   |   |   | 4 |
| 3 |   |   |   |   |   |   |   |   | 3 |
| 2 |   |   |   |   |   |   |   |   | 2 |
| 1 |   |   |   |   |   |   |   |   | 1 |
|   | a | b | c | d | e | f | g | h |   |

Nach 1. … d7–d5, 2. e5xd6 ep ++
Als Doppelschach wird die Situation bezeichnet, in der ein König von zwei gegnerischen Figuren bedroht wird, also auf zwei Weisen im Schach steht. Da in diesem Fall ein Schach aus zwei Richtungen erfolgt, muss der bedrohte König ziehen; auf andere Weise sind die Schachgebote nicht abzuwehren. Die offensichtlichste Form des Doppelschachs ist ein Abzugsschach, bei dem die abziehende Figur ihrerseits Schach bietet. Es spielt bei Kombinationen zum Erstickten Matt häufig eine entscheidende Rolle.
Durch Schlagen en passant ergibt sich eine Möglichkeit (Schaubild rechts), ein Doppelschach zu erzeugen, bei der die gezogene Figur (der schlagende Bauer) nicht den König bedroht. Die einzigen anderen Züge, die zwei Felder räumen, sind die beiden Rochaden; jedoch ermöglichen sie kein Doppelschach. Ein hypothetisches Dreifachschach, bei dem der gezogene Bauer den König bedroht und durch die Räumung zweier Felder zwei Figuren Schach bieten, ist nicht möglich.
Hier findet man zwei Beispiele für Doppelschachs, die durch ein Damenopfer zustande kamen:
- Immergrüne Partie
- Réti – Tartakower, Wien 1910 (im 10. Zug)

## Zwickmühle
In seltenen Fällen kann man mit Abzugsschachs eine Zwickmühle herbeiführen. Ein Beispiel findet man im Artikel über Hans Peter Rehm.

## Batterie
In der Schachkomposition nennt man die Konstellation, in der eine Seite ein Abzugsschach geben kann, eine Batterie.